# Tim Matthews
Tim Matthews, född 4 april 1976 i Oxfordshire, England, Storbritannien, är en brittisk skådespelare. Tim började sin skådespelarkarriär vid 11 års ålder. Han hade framträdande roll som Cpl. Alex Penkala i den prisbelönade krigsserien Band of Brothers.

## Filmografi

### Filmer
- 2006 – London to Brighton
- 2005 – Hiroshima (TV-film)
- 2001 – Bataljon saknad (TV-film)
- 1997 – Remember Me?
- 1996 – Black Eyes
- 1995 – Eleven Men Against Eleven (TV-film)

### TV-serier
- 1996 och 2010 - The Bill (2 avsnitt)
- 2008 - Tillbaka till Aidensfield (1 avsnitt)
- 2008 - Holby City (1 avsnitt)
- 2008 - True Heroes (1 avsnitt)
- 2001-2007 - Doctors (53 avsnitt)
- 2007 - Mord i sinnet (1 avsnitt)
- 2007 - Hustle (1 avsnitt)
- 2004 - The Afternoon Play (1 avsnitt)
- 2001 - Judge John Deed (1 avsnitt)
- 2001 - Band of Brothers (7 avsnitt)
- 1999-2000 - Harbour Lights (15 avsnitt)
- 1998 - Dangerfield (1 avsnitt)
- 1998 - Where the Heart Is (1 avsnitt)
- 1998 - The Ambassador (6 avsnitt)
- 1996 - Drop the Dead Donkey (1 avsnitt)
- 1996 - Casualty (1 avsnitt)
- 1996 - No Bananas (10 avsnitt)
- 1995 - Mitt liv som snut (1 avsnitt)
- 1995 - My Secret Summer (? avsnitt)
- 1995 - Space Precinct (1 avsnitt)
- 1994 - Chef! (6 avsnitt)
- 1992 - So Haunt Me (1 avsnitt)
- 1991 - Five Children and It (1 avsnitt)